# Teerfabriek
Een teerfabriek is een fabriek waar teer wordt verwerkt door destillatie. Doorgaans wordt onder een teerfabriek een fabriek verstaan waar steenkoolteer wordt gedestilleerd. Steenkoolteer is een bijproduct van gasfabrieken en cokesfabrieken.
Men zou verwachten dat een teerfabriek een fabriek was die teer produceerde door droge destillatie van hout of steenkool. Fabrieken die houtteer produceren vindt men bijvoorbeeld in Scandinavië.

## Producten
Bij de destillatie worden voornamelijk vluchtige aromatische verbindingen gewonnen, zoals creosoot, naftaleen, antraceen, fenol, tolueen, xyleen, benzeen en dergelijke, die basisproducten zijn voor onder meer de kleurstoffen- en farmaceutische industrie. De zwaarste fractie is pek. Ook teerverf is een product van de teerfabriek en wordt onder meer gebruikt als conserveringsmiddel in de scheepvaart.
De eerste steenkoolteerdestilleerderij startte in 1849 te Erkner bij Berlijn, door Julius Rütgers. Hieruit kwam de Rütgers Group voort.

## Teerfabrieken in Nederland
- Maatschappij voor Chemische Industrie te Amsterdam.
- Nederlandse Teerfabriek v/h Gebr. Verwilligen & Co. te Amsterdam, Kostverlorenstraat, opgegaan in NV Teerkoperij Broms en Uhlenbroek.
- Utrechtsche Asphaltfabriek v/h Stein en Takken te Utrecht, opgericht in 1880
- Touwen's verf- en teerfabriek, tegenwoordig[(sinds) wanneer?] Tenco te Zaandam, produceerde en leverde teerverven aan de binnenvaart en antraceen aan de landbouw. Opgericht in 1885.
- Perseverantia te Harlingen, heeft bestaan van 1895-1901.
- Cindu te Uithoorn,opgericht in 1922, gesloten in 2014.
- Nederlandsche Teerdistilleerderij en Chemische Fabriek (NedTeer), aan Sniep 10 te Diemen, opgericht in 1924 en gesloten vóór 1985; na 1991 werd de bodem gesaneerd.
- Smid & Hollander (EsHa) te Hoogkerk, opgericht in 1927, verwerkt tegenwoordig[(sinds) wanneer?] bitumen.
- Teerfabriek te Krimpen aan den IJssel
- Olasfa te Olst, gesloten in 1983, in 2019 was de bodem na 13 jaar saneren schoon.

Afgeleid van teerfabrieken zijn asfaltfabrieken en fabrieken voor dakbedekkingsmateriaal.

## Teerfabrieken in België
In België was de teerindustrie vanouds verder ontwikkeld dan in Nederland. Er waren daar ook meer cokesfabrieken. Tot de teerfabrieken aldaar behoren onder meer:
- Lumco te Wondelgem, 1872-1985
- Rütgers te Zelzate, aan de Vredekaai, opgericht 1900, 165 werknemers.